# Heliomaster
Genre
Heliomaster est un genre d'oiseaux-mouches (la famille des Trochilidés) de la sous-famille des Trochilinae et de la tribu des Lampornithini.

## Liste des espèces
D'après la classification de référence (version 2.5, 2010) du Congrès ornithologique international, ce genre est constitué des espèces suivantes (par ordre phylogénique) :
- Heliomaster constantii – Colibri de Constant
- Heliomaster longirostris – Colibri corinne
- Heliomaster squamosus – Colibri médiastin
- Heliomaster furcifer – Colibri d'Angèle